# 滇边蒲桃
滇边蒲桃（学名：Syzygium forrestii）是桃金娘科蒲桃属的植物，是中国的特有植物。分布于中国大陆的云南等地，生长于海拔800米至2,400米的地区，常生于山坡、山坡常绿阔叶林中及山坡灌木林中，目前尚未由人工引种栽培。